# Kissin' Dynamite
Kissin' Dynamite je německá hardrocková pětičlenná kapela, založená roku 2002 ve Švábsku původně pod názvem Blues Kids. Nové jméno vzniklo v roce 2007 podle stejnojmenné skladby od AC/DC. Kapela začala jako školní kapela, všichni členové jsou narozeni v letech 1991-92. I přes relativně nízký věk ale dosahují dobrých výsledků. 

V roce 2007 spolupracují s producenty Elephant Music, později i s Capitol Records, kde vydávají v roce 2008 album Steel of Swabia, a účastní se velkých festivalů, např. Bang Your Head v roce 2009 po boku U.D.O., Blind Guardian, W.A.S.P. a dalších velkých jmen. Spolu s Udo Dirkschneiderem z U.D.O. nahrávají u Elephant Music v roce 2010 nové album Addicted to metal. Udo zde zpívá ve stejnojmenné skladbě. Už v březnu 2011 oznámili Kissin' Dynamite nové album a v lednu roku 2012 upřesnili, že bude pojmenované Money, Sex and Power a vyjde 23. března 2012 u AFM Records. Z tohoto alba publikovali Kissin' Dynamite stejnojmenný singl a v červenci se objevili na Masters Of Rock 2012.

## Členové
- Johannes Braun – zpěv (2002– současnost)
- Ande Braun – elektrická kytara (2002– současnost)
- Jim Müller – elektrická kytara (2002– současnost)
- Steffen Haile – basová kytara (2002– současnost)
- Andi Schnitzer – bicí (2002– 2020)
- Sebastian Berg - bicí (2020- současnost)

## Diskografie
- Steel of Swabia (2008)
- Addicted to Metal (2010)
- Money, Sex and Power (2012)
- Megalomania (2014)
- Generation Goodbye (2016)
- Ecstasy (2018)
- Not The End of the Road (2022)